# Goshen, New York
Goshen är en kommun (town) i Orange County, New York, USA. Befolkningen var 13 687 år 2010 då senaste räkningen genomfördes. Kommunen är döpt efter Gosen i Egypten. Goshen ska inte förväxlas med tätorten med samma namn med en befolkning på 5 454. Den ligger centralt i området, och har sin egen borgmästare, Kyle Roddey. Området har varit viktigt för travsport, så tidigt som på 1750-talet har hästsport utövats här. I kommunen ligger Harness Racing Museum & Hall of Fame. Travsport utövas sedan 1838 på Historic Track, vilket gör den till den äldsta aktiva travbanan i Nordamerika.

## Historia
Området bosattes först kring 1714 även om planer på att bygga fanns redan 1654. Kommunen grundades 1789.

## Kända människor
- General Martin Dempsey är nuvarande Army Chief of Staff och blivande Joint Chiefs of Staff.

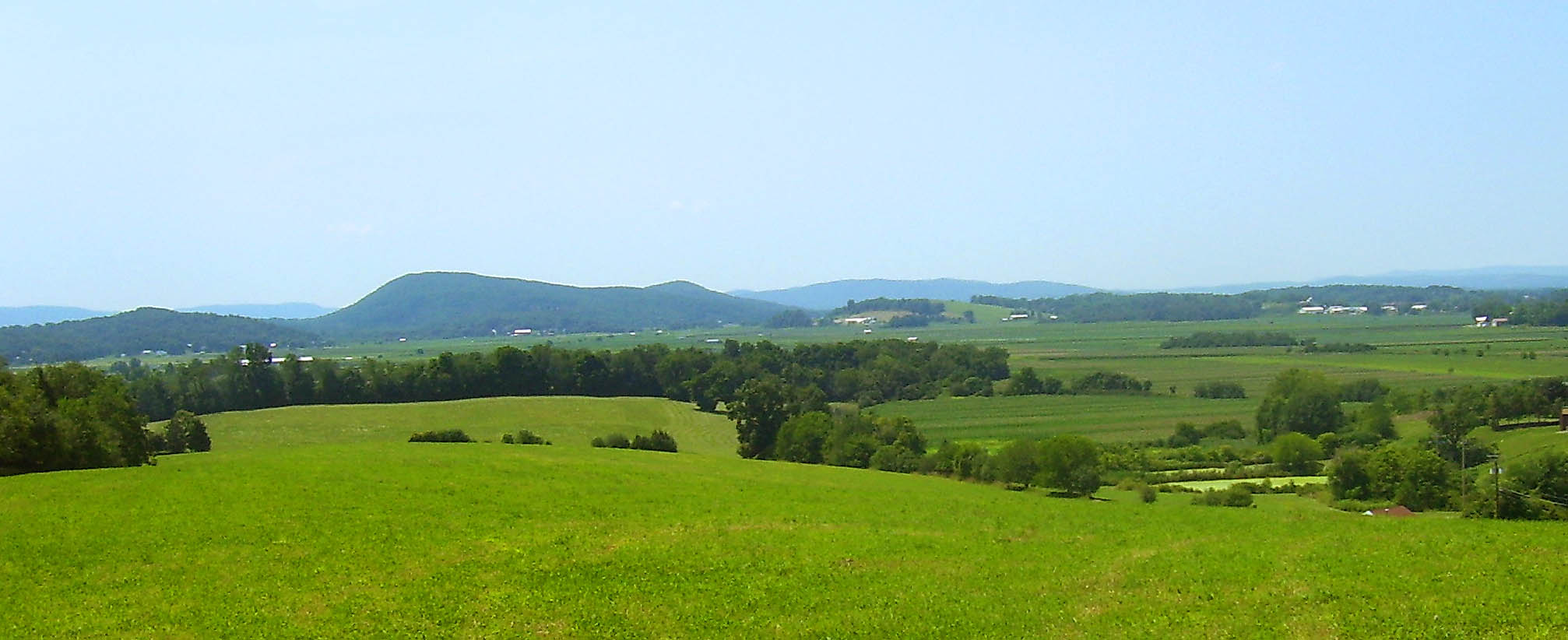
Landskap Town of Goshen

- Noah Webster
- William H. Seward
- John McLoughlin
- Hartley Sawyer